# Josef Kastan
Josef Kastan (* 3. März 1795 in Weiher in Bodenbach, Herrschaft Tetschen, Böhmen; † 21. August 1861 in Baden) war ein österreichischer Baumeister.

## Leben
Josef Kastan war Jude und der Sohn des Maurermeisters Lorenz Kastan. Er stammte aus dem nordböhmischen Bodenbach, dem heutigen Podmokly, einem Stadtteil von Děčín. Über seine Jugendzeit ist nichts bekannt. 1822 ist er in Wien als Bauzeichner belegt, der in jenem Jahr Josefa Anna Kurz heiratete, mit der er sieben Kinder hatte. Im Jahre 1838 erlangte er die Baumeister-Konzession, wurde Bürger von Wien und trat der Bau- und Steinmetzmeister-Genossenschaft bei. Seit dieser Zeit entfaltete Kastan eine rege Bautätigkeit in Wien. Er starb mit 66 Jahren in Baden, wo er sich vermutlich zur Kur aufgehalten hat, an Auszehrung und wurde auf dem Sankt Marxer Friedhof in Wien bestattet.
Seine drei Söhne folgten dem Vater beruflich nach. Peter Kastan (um 1825–1862) war Architekt und Stadtbaumeister, Karl Kastan (1827–1900) war Steinmetzmeister und Josef Kastan junior (1832–1895) Stadtbaumeister und Zivilingenieur.

## Werk
Der Schwerpunkt seiner Tätigkeit war der Wohnbau in Wien, wobei er neben Um- und Zubauten auch viele Häuser nach eigenen Plänen errichtete. Es handelte sich um einfach-nüchterne Miethäuser, meist dreistöckig, mit einfach gegliederten Fassaden, schlicht gerahmten und gerade verdachten Fenstern und Sockel- und Abschlussgesims. Davon abweichende, stärker dekorierte Bauten sind selten. Alle Bauten Kastans entsprechen der zeitgenössischen Gebrauchsarchitektur.

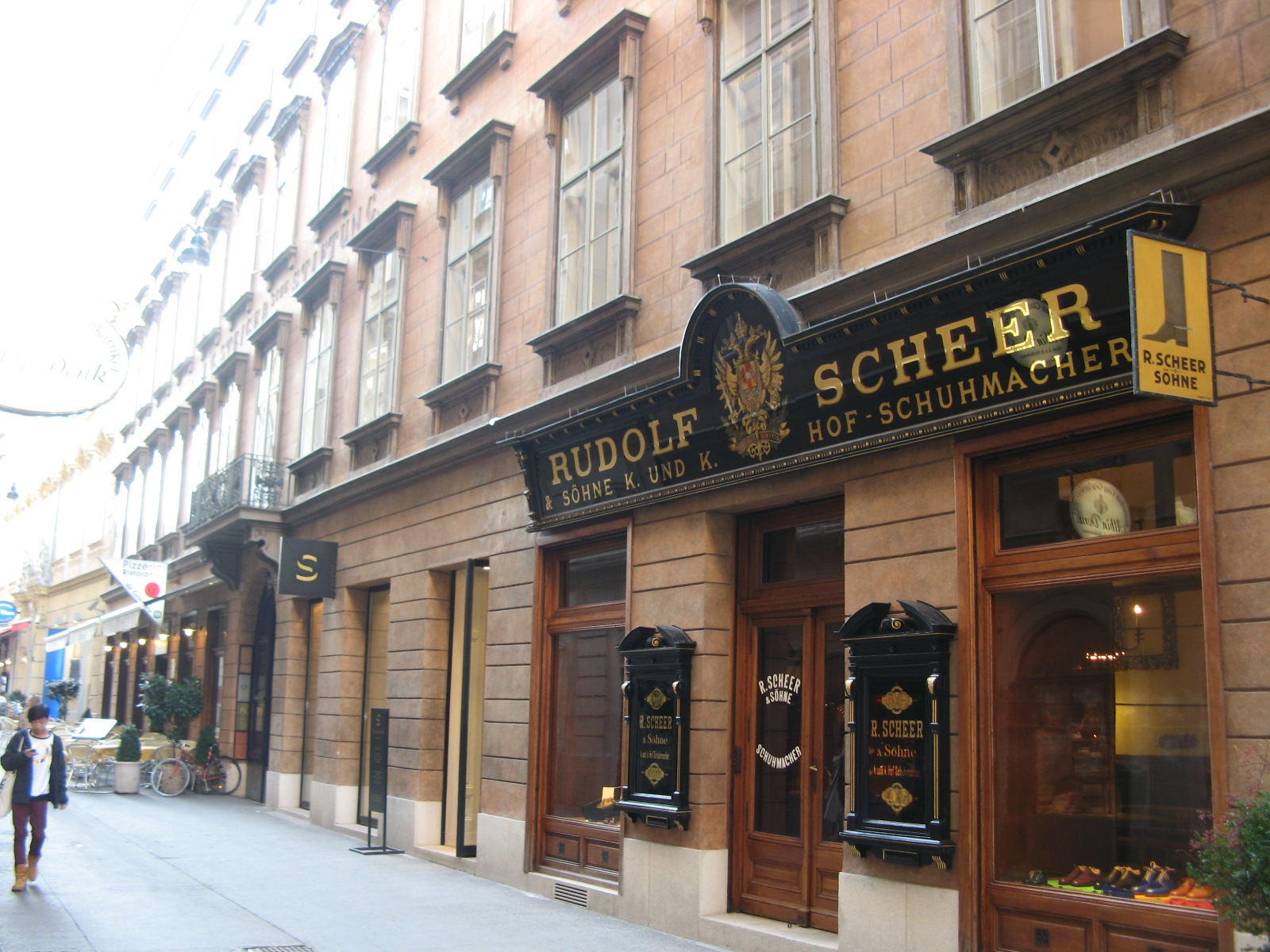
Bräunerstraße 4–6 (1845)

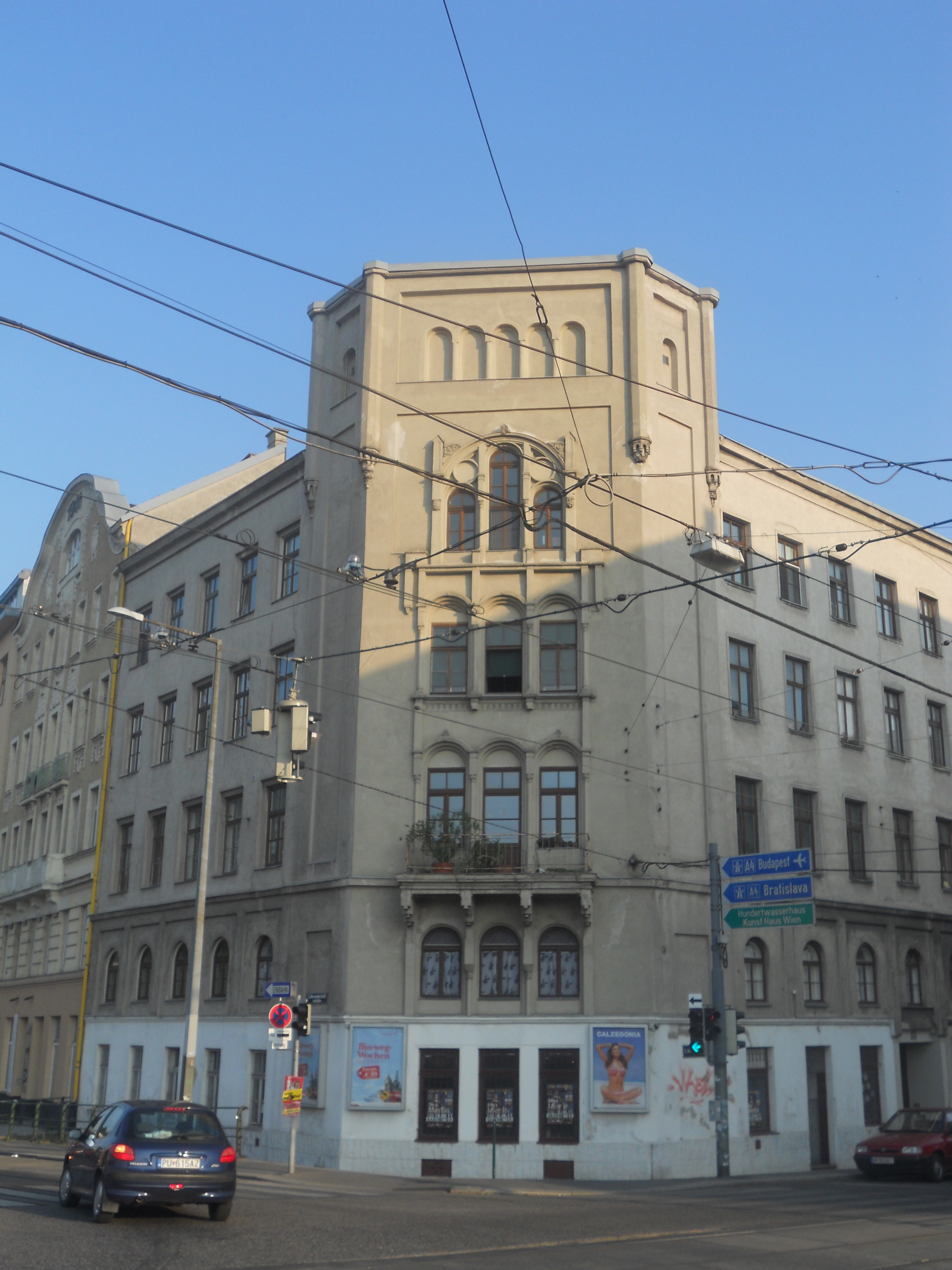
Radetzkystraße 24–26 (1847)

- Miethaus, Fischergasse 1 / Ferdinandstraße 8, Wien 2 (1838)
- Miethaus, Aspernbrückengasse 3 / Ferdinandstraße 12, Wien 2 (1838–1839), Fassade vereinfacht
- Miethaus, Untere Donaustraße 25, Wien 2 (1838–1839), Fassade geglättet
- Miethaus, Margaretenstraße 108, Wien 5 (1839), abgetragen
- Miethaus, Florianigasse 3 / Wickenburggasse 6, Wien 8 (1839–1840)
- Miethaus, Schmelzgasse 9 / Große Mohrengasse 24, Wien 2 (1840), 1862 aufgestockt
- Miethaus, Untere Donaustraße 13, Wien 2 (1840), abgetragen
- Miethaus, Untere Donaustraße 23, Wien 2 (1840), Umgestaltung; 1838 von Adolf Korompay erbaut; Fassade geglättet
- Miethaus, Seidlgasse 21 / Marxergasse 24, Wien 3 (1840), abgetragen
- Miethaus, Argentinierstraße 22, Wien 4 (1840), Umgestaltung; 1791 erbaut von Franz von Myginn; abgetragen
- Miethaus, Wickenburggasse 2 / Tulpengasse 4, Wien 8 (1840)
- Miethaus, Ägidigasse 20, Wien 6 (1840)
- Miethaus, Lilienbrunngasse 11 / Hammer-Purgstall-Gasse 9, Wien 2 (1840–1841), Fassade total geglättet
- Miethaus, Alser Straße 19, Wien 8 (1841–1844), Umbau zum Miethaus; erbaut 1824
- Miethaus, Hintere Zollamtsstraße 3, Wien 3 (1842)
- Miethaus, Kramergasse 9, Wien 1 (1842)
- Miethaus, Löwengasse 19 / Krieglergasse 3a, Wien 3 (1843), 1950 etwas verändert
- Miethaus, Danhausergasse 4, Wien 4 (1844)
- Miethaus „Dämpfinger-Hof“, Seitenstettengasse 4, Wien 1 (1844), Zubauten; 1823–1826 erbaut von Joseph Kornhäusel mit Jakob Hainz
- Miethaus, Franzensbrückenstraße 13, Wien 2 (1844–1848), Umbauten; erbaut Anfang 19. Jahrhundert
- Miethaus, Franzensbrückenstraße 11, Wien 2 (1845), Umbauten mit Philipp Brandl; erbaut 1822 von Karl Högel; 1861 Aufstockung und Adaptionen; Fassade vereinfacht
- Miethaus, Hermanngasse 36, Wien 7 (1845), Umbauten und Fassadenerneuerung; erbaut 1825; abgetragen
- Stiftungshaus des Johann Georg Steiger, Bräunerstraße 6, Wien 1 (1845), 1876–1877 um Nr. 4 erweitert (unter Denkmalschutz)
- Miethaus, Haidgasse 1 / Im Werd 2, Wien 2 (1845)
- Miethaus, Rauhensteingasse 4, Wien 1 (1845), Adaptierung; erbaut 1710 von Anton Ospel
- Miethaus, Praterstraße 56, Wien 2 (1847), Quertrakt im Hof; erbaut Anfang 19. Jahrhundert von Peter Gerl
- Miethaus, Lichtenauergasse 12, Wien 2 (1847), abgerissen
- Wohn- und Geschäftshaus, Dampfschiffstraße 18 / Radetzkystraße 24–26 / Ob. Weißgerberstraße 17, Wien 3 (1847–1849), 2022 abgerissen
- Wohnhaus, Franzensbrückenstraße 7, Wien 2 (1848–1849), Aufstockung; erbaut 1. Viertel 19. Jahrhundert; Fassade später überarbeitet
- Erdberger Pfarrkirche Hll. Peter und Paul, Erdbergstraße / Apostelgasse, Wien 3 (1850), Anbau von 3 ebenerdigen Bauten südlich der Sakristei
- Miethaus, Hainburgerstraße 88, Wien 3 (1850)
- Miethaus, Franzenbrückenstraße 28, Wien 2 (1851), Hoftrakt und Adaptierungen; erbaut 1830 von Adam Hildwein; 1952 nach Bombenschaden erneuert
- Miethaus, Rainergasse 3, Wien 4 (1853), Zubau eines Seitentraktes; erbaut 1821
- Miethaus, Barnabitengasse 10, Wien 6 (1853), Aufstockung; erbaut 1803
- Wohnhaus, Gärtnergasse 15, Wien 3 (1854), 1. Stock aufgesetzt
- Hotel „Deutscher Hof“, Gr. Stadtgutgasse 31, Wien 2 (1858), Hoftrakt; erbaut 1821; Fassade von Anfang 20. Jahrhundert, heute Hotel Vienna
- Miethaus, Krieglergasse 11, Wien 3 (1861), Fassade abgeschlagen
- Miethaus, Krieglergasse 13, Wien 3 (1861), Fassade abgeschlagen